# 오스트랄로피테쿠스 세디바
오스트랄로피테쿠스 세디바(Australopithecus sediba)는 남아프리카 공화국에서 2010년 4월 8일 학계에 새로 발표된 오스트랄로피테쿠스속에 속하는 인류 화석이다. 이 화석은 2008년 8월 15일 리 버거의 아들 메튜 버거가 처음 발견하였다. 이 화석은 200만 년~178만 년 전 플라이스토세의 것으로 추정된다. 연구팀은 보고서에서 세디바 유골 가운데 하나는 20대 후반이나 30대 초반 여성, 다른 하나는 8~9세 남자아이의 것으로 추정했다. 퇴적물에 묻힐 당시 여성과 어린아이의 몸무게는 각각 33kg과 27kg 정도였으며 키는 모두 127cm였을 것으로 계산했다. 세디바 유골은 또 이전보다 발달한 엉덩이뼈와 긴 다리를 갖고 있어 인간처럼 걸었지만 긴 팔과 억센 손 등 원인의 특징도 갖고 있다.